# Suèvres
Suèvres est une commune française située dans le département de Loir-et-Cher, en région Centre-Val de Loire.
Localisée au centre-nord du département, la commune fait partie de la petite région agricole « la Beauce », une vaste étendue de cultures céréalières, oléagineuses (colza) et protéagineuses (pois, féverolle, lupin), avec également de la betterave sucrière, et de la pomme de terre.
L'occupation des sols est marquée par l'importance des espaces agricoles et naturels qui occupent la quasi-totalité du territoire communal. Plusieurs espaces naturels d'intérêt sont présents dans la commune : trois sites natura 2000 et une zone naturelle d'intérêt écologique, faunistique et floristique (ZNIEFF). En 2010, l'orientation technico-économique de l'agriculture dans la commune est la culture des céréales et des oléoprotéagineux. À l'instar du département qui a vu disparaître le quart de ses exploitations en dix ans, le nombre d'exploitations agricoles a fortement diminué, passant de 22 en 1988, à 17 en 2000, puis à 16 en 2010.
Le patrimoine architectural de la commune comprend cinq bâtiments portés à l'inventaire des monuments historiques : l'église Saint-Christophe, classée en 1921, l'église Saint-Lubin, classée en 1862, le château de Diziers, inscrit en 1946, le château des Forges, inscrit en 1946, et les fortifications, inscrites en 1946.

## Géographie

### Localisation et communes limitrophes
La commune de Suèvres se trouve au centre-nord du département de Loir-et-Cher, dans la petite région agricole de la Beauce,. À vol d'oiseau, elle se situe à 13,3 km de Blois, préfecture du département et à 27,6 km de Beauce la Romaine, chef-lieu du canton de la Beauce dont dépend la commune depuis 2015. La commune fait en outre partie du bassin de vie de Mer.
Les communes les plus proches sont : Saint-Dyé-sur-Loire (2,4 km), Montlivault (3,2 km), Cour-sur-Loire (3,3 km), Maslives (4,1 km), Muides-sur-Loire (4,8 km), Menars (5 km), Mer (5,4 km), Mulsans (6,5 km) et La Chapelle-Saint-Martin-en-Plaine (6,5 km).
| La Chapelle-Saint-Martin-en-Plaine |                                                   | Mer              |
| Mulsans                            | Suèvres                                           | Courbouzon       |
| Cour-sur-Loire                     | La Loire Montlivault Maslives Saint-Dyé-sur-Loire | Muides-sur-Loire |

Le village se situe à 15 km de Blois, en direction d'Orléans.

### Hydrographie
La commune est drainée par la Loire (835 km), la Tronne (6,679 km) et par divers petits cours d'eau(le Rosay, la Tronne de Diziers), constituant un réseau hydrographique de 20,52 km de longueur totale.
Le cours de la Loire s'insère dans une large vallée qu'elle a façonnée peu à peu depuis des milliers d'années. Elle traverse d'est en ouest le département de Loir-et-Cher depuis Saint-Laurent-Nouan jusqu'à Veuves, avec un cours large et lent.

### Climat
Pour des articles plus généraux, voir Climat du Centre-Val de Loire et Climat de Loir-et-Cher.
En 2010, le climat de la commune est de type climat océanique dégradé des plaines du Centre et du Nord, selon une étude du CNRS s'appuyant sur une série de données couvrant la période 1971-2000. En 2020, Météo-France publie une typologie des climats de la France métropolitaine dans laquelle la commune est exposée à un climat océanique altéré et est dans la région climatique Moyenne vallée de la Loire, caractérisée par une bonne insolation (1 850 h/an) et un été peu pluvieux.
Pour la période 1971-2000, la température annuelle moyenne est de 11,1 °C, avec une amplitude thermique annuelle de 15 °C. Le cumul annuel moyen de précipitations est de 653 mm, avec 10,8 jours de précipitations en janvier et 7,2 jours en juillet. Pour la période 1991-2020, la température moyenne annuelle observée sur la station météorologique de Météo-France la plus proche, « Blois », dans la commune de Villefrancœur à 18 km à vol d'oiseau, est de 11,8 °C et le cumul annuel moyen de précipitations est de 641,4 mm,. Pour l'avenir, les paramètres climatiques de la commune estimés pour 2050 selon différents scénarios d'émission de gaz à effet de serre sont consultables sur un site dédié publié par Météo-France en novembre 2022.

### Milieux naturels et biodiversité

#### Sites Natura 2000
Le réseau Natura 2000 est un réseau écologique européen de sites naturels d'intérêt écologique élaboré à partir des Directives « Habitats » et « Oiseaux ». Ce réseau est constitué de Zones spéciales de conservation (ZSC) et de Zones de protection spéciale (ZPS). Dans les zones de ce réseau, les États membres s'engagent à maintenir dans un état de conservation favorable les types d'habitats et d'espèces concernés, par le biais de mesures réglementaires, administratives ou contractuelles. L'objectif est de promouvoir une gestion adaptée des habitats tout en tenant compte des exigences économiques, sociales et culturelles, ainsi que des particularités régionales et locales de chaque État membre. Les activités humaines ne sont pas interdites, dès lors que celles-ci ne remettent pas en cause significativement l'état de conservation favorable des habitats et des espèces concernés. Des parties du territoire communal sont incluses dans les sites Natura 2000 suivants :
- la « Vallée de la Loire de Mosnes à Tavers », d'une superficie de 2 278 ha, un des sites ligériens les plus remarquables par son originalité, avec des milieux naturels incontournables tels que les habitats d'eaux courantes et stagnantes accueillant de nombreux poissons et autres animaux de l'Annexe II (Castor), les pelouses et prairies de grèves et zones inondables et les forêts alluviales[16] ;
- la « Petite Beauce », d'une superficie de 52 565 ha[17].

#### Zones naturelles d'intérêt écologique, faunistique et floristique
L'inventaire des zones naturelles d'intérêt écologique, faunistique et floristique (ZNIEFF) a pour objectif de réaliser une couverture des zones les plus intéressantes sur le plan écologique, essentiellement dans la perspective d'améliorer la connaissance du patrimoine naturel national et de fournir aux différents décideurs un outil d'aide à la prise en compte de l'environnement dans l'aménagement du territoire. Le territoire communal de Suèvres comprend une ZNIEFF : la « Loire Blésoise » (2 380,68 ha).

## Urbanisme

### Typologie
Au 1er janvier 2024, Suèvres est catégorisée commune rurale à habitat dispersé, selon la nouvelle grille communale de densité à sept niveaux définie par l'Insee en 2022.
Elle est située hors unité urbaine. Par ailleurs la commune fait partie de l'aire d'attraction de Blois, dont elle est une commune de la couronne,. Cette aire, qui regroupe 78 communes, est catégorisée dans les aires de 50 000 à moins de 200 000 habitants,.

### Occupation des sols
L'occupation des sols est marquée par l'importance des espaces agricoles et naturels (96,8 %). La répartition détaillée ressortant de la base de données européenne d'occupation biophysique des sols Corine Land Cover millésimée 2012 est la suivante : terres arables (11,6 %), cultures permanentes (0,6 %), zones agricoles hétérogènes (15,4 %), prairies (3,5 %), forêts (65,2 %), milieux à végétation arbustive ou herbacée (0,7 %), zones urbanisées (1 %), espaces verts artificialisés non agricoles (0,5 %), zones industrielles et commerciales et réseaux de communication (1,7 %), eaux continentales (0,5 %).

### Planification
En matière de planification, la commune disposait en 2017 d'un plan local d'urbanisme approuvé.

### Habitat et logement
Le tableau ci-dessous présente la typologie des logements à Suèvres en 2016 en comparaison avec celle du Loir-et-Cher et de la France entière. Une caractéristique marquante du parc de logements est ainsi la faible proportion des résidences secondaires et logements occasionnels (6,6 %) par rapport au département (18 %) et à la France entière (9,6 %). Concernant le statut d'occupation de ces logements, 83,2 % des habitants de la commune sont propriétaires de leur logement (81,7 % en 2011), contre 68,1 % pour le Loir-et-Cher et 57,6 pour la France entière.
|                                                         | Suèvres | Loir-et-Cher | France entière |
| ------------------------------------------------------- | ------- | ------------ | -------------- |
| Résidences principales (en %)                           | 84,1    | 74,5         | 82,3           |
| Résidences secondaires et logements occasionnels (en %) | 6,6     | 18           | 9,6            |
| Logements vacants (en %)                                | 9,3     | 7,5          | 8,1            |

### Voies
| 72 odonymes recensés à Suèvres au 29 mars 2014 | 72 odonymes recensés à Suèvres au 29 mars 2014 | 72 odonymes recensés à Suèvres au 29 mars 2014 | 72 odonymes recensés à Suèvres au 29 mars 2014 | 72 odonymes recensés à Suèvres au 29 mars 2014 | 72 odonymes recensés à Suèvres au 29 mars 2014 | 72 odonymes recensés à Suèvres au 29 mars 2014 | 72 odonymes recensés à Suèvres au 29 mars 2014 | 72 odonymes recensés à Suèvres au 29 mars 2014 | 72 odonymes recensés à Suèvres au 29 mars 2014 | 72 odonymes recensés à Suèvres au 29 mars 2014 | 72 odonymes recensés à Suèvres au 29 mars 2014 | 72 odonymes recensés à Suèvres au 29 mars 2014 | 72 odonymes recensés à Suèvres au 29 mars 2014 | 72 odonymes recensés à Suèvres au 29 mars 2014 | 72 odonymes recensés à Suèvres au 29 mars 2014 |
| Allée                                          | Avenue                                         | Bld                                            | Chemin                                         | Cité                                           | Clos                                           | Impasse                                        | Passage                                        | Place                                          | Route                                          | Rue                                            | Ruelle                                         | Sentier                                        | Tertre                                         | Autres                                         | Total                                          |
| ---------------------------------------------- | ---------------------------------------------- | ---------------------------------------------- | ---------------------------------------------- | ---------------------------------------------- | ---------------------------------------------- | ---------------------------------------------- | ---------------------------------------------- | ---------------------------------------------- | ---------------------------------------------- | ---------------------------------------------- | ---------------------------------------------- | ---------------------------------------------- | ---------------------------------------------- | ---------------------------------------------- | ---------------------------------------------- |
| 0                                              | 0                                              | 0                                              | 5                                              | 0                                              | 0                                              | 4                                              | 1                                              | 2                                              | 2                                              | 43                                             | 2                                              | 0                                              | 0                                              | 13                                             | 72                                             |
| Notes « N »                                    | Notes « N »                                    | 1. 2. 3. 4. 5. 6. 7. 8.                        | 1. 2. 3. 4. 5. 6. 7. 8.                        | 1. 2. 3. 4. 5. 6. 7. 8.                        | 1. 2. 3. 4. 5. 6. 7. 8.                        | 1. 2. 3. 4. 5. 6. 7. 8.                        | 1. 2. 3. 4. 5. 6. 7. 8.                        | 1. 2. 3. 4. 5. 6. 7. 8.                        | 1. 2. 3. 4. 5. 6. 7. 8.                        | 1. 2. 3. 4. 5. 6. 7. 8.                        | 1. 2. 3. 4. 5. 6. 7. 8.                        | 1. 2. 3. 4. 5. 6. 7. 8.                        | 1. 2. 3. 4. 5. 6. 7. 8.                        | 1. 2. 3. 4. 5. 6. 7. 8.                        | 1. 2. 3. 4. 5. 6. 7. 8.                        |
| Sources : perche-gouet.net & OpenStreetMap     |                                                |                                                |                                                |                                                |                                                |                                                |                                                |                                                |                                                |                                                |                                                |                                                |                                                |                                                |                                                |

### Risques majeurs
Le territoire communal de Suèvres est vulnérable à différents aléas naturels : inondations (par débordement de la Loire), climatiques (hiver exceptionnel ou canicule), mouvements de terrains ou sismique (sismicité très faible).
Il est également exposé à un risque technologique : le risque nucléaire,.

#### Risques naturels

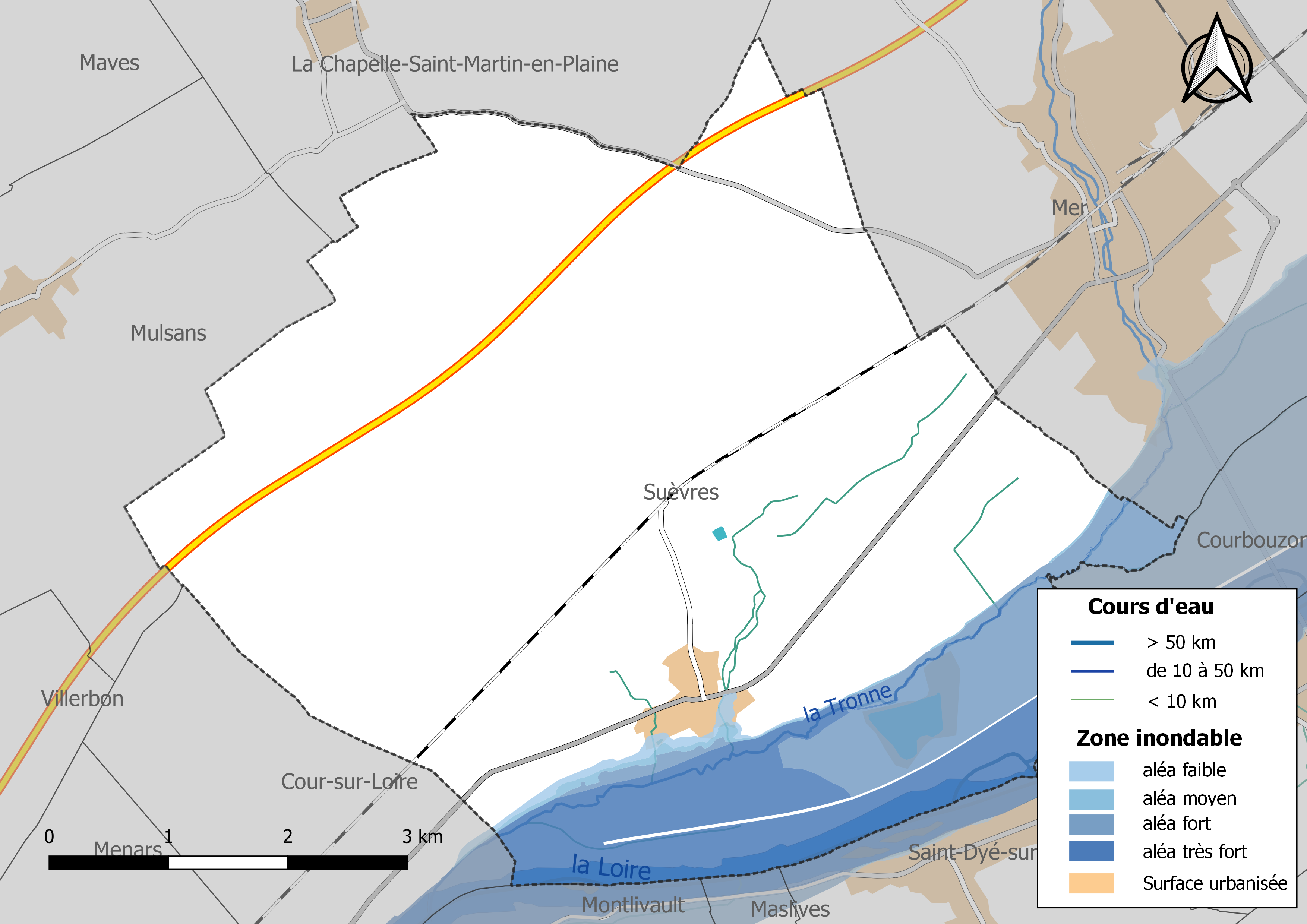
Zones inondables de la commune de Suèvres.

Les mouvements de terrains susceptibles de se produire dans la commune sont liés au retrait-gonflement des argiles. Le phénomène de retrait-gonflement des argiles est la conséquence d'un changement d'humidité des sols argileux. Les argiles sont capables de fixer l'eau disponible mais aussi de la perdre en se rétractant en cas de sécheresse. Ce phénomène peut provoquer des dégâts très importants sur les constructions (fissures, déformations des ouvertures) pouvant rendre inhabitables certains locaux. La carte de zonage de cet aléa peut être consultée sur le site de l'observatoire national des risques naturels Georisques.
En Loir-et-Cher, les crues de la Loire représentent des volumes d'eau et des débits quatre à cinq fois supérieurs à ceux du Cher et du Loir : la superficie des zones et l'ampleur des dégâts peuvent être considérables. Les crues historiques sont celles de 1846 (6,60 m à l'échelle de Blois), 1856 (6,78 m), 1866 (6,70 m), 1907 (5,63 m) et 2003 (3,78 m). Le débit maximal historique est de 5 100 m3/s (crue de 1846) et caractérise une crue de retour centennal. Le risque d'inondation est pris en compte dans l'aménagement du territoire de la commune par le biais du Plan de prévention du risque inondation (PPRI) de la Loire amont.

#### Risques technologiques
La totalité du territoire de la commune peut être concernée par le risque nucléaire. En cas d'accident grave, certaines installations nucléaires sont susceptibles de rejeter dans l'atmosphère de l'iode radioactif. Or la commune se situe partiellement à l'intérieur du périmètre de 20 km du Plan particulier d'intervention de la centrale nucléaire de Saint-Laurent-des-Eaux. À ce titre les habitants de la commune, comme tous ceux résidant dans le périmètre proche de 20 km de la centrale ont bénéficié, à titre préventif, d'une distribution de comprimés d'iode stable dont l'ingestion avant rejet radioactif permet de pallier les effets sur la thyroïde d'une exposition à de l'iode radioactif. En cas d'incident ou d'accident nucléaire, des consignes de confinement ou d'évacuation peuvent être données et les habitants peuvent être amenés à ingérer, sur ordre du préfet, les comprimés en leur possession,.

## Toponymie
- Bas latin Sotobriga : de Soto, thème obscur, peut-être un nom de personne gaulois ou le nom propre roman Satur, et gaulois briga (= hauteur, château fort) ; d'où le sens possible : forteresse de Soto.
- Sodobria, VIIe s. : Pseudoforus etiam, quae et Sodobria dicitur [...] cum ecclesiis in honorem Sancti Dionysii et Sancti Leobini in eisdem rebus constructis, 920[35] ; Ministrum Sanctae Mariae de Sodobrio ad Ligerim, août 995[36] ; Actum apud Suevrum, ubi comes Stephanus tunc faciebat castrum, anno ab incanatione Domini millesimo nonagentesimo, tempore Philippi regis Francorum, 1090[37]
- Sodobrium, 1146-1153[38]
- Suèvres, avril 1310[39]
- Ad mensuram de Sodobrio, XIVe siècle[40]

## Histoire
On a découvert sur le territoire de la commune des ossements de tortue géante, de mollusques fluviaux, attestant de la présence d'un grand lac ou d'un fleuve d'importance dans les temps primitifs.

### Antiquité
La présence ancienne d'hommes vivant sur le territoire de Suèvres est attestée par les fouilles des grottes troglodytes de Balatre (époque celtique).
La commune garde les traces de quatre voies gauloises (empruntées pour commercer) ainsi que de nombreux souterrains.
Les pierres de la chapelle Saint-Lubin et sa pierre druidique datent de l'époque gallo-romaine.

### Moyen Âge
Un acte de Thibaud le Tricheur daté de 957 en faveur de l'abbaye Saint-Martin de Tours nous en apprend beaucoup sur Suèvres : il y fait transférer les droits qu'il avait sur un serf nommé Letbrannus fils d'Erluinus, qualifié de major de Suèvres, c'est-à-dire le maire, ou régisseur de la commune[réf. souhaitée]. De plus, la commune est qualifiée de curtis, ce qui semble indiquer qu'il ne s'agit à l'époque que d'un domaine de taille moyenne, ainsi que la présence de colons fixés sur ces terres (colonus : tenancier rural à tenure héréditaire, ayant un statut personnel particulier caractérisé par son attachement à la glèbe - Niermeyer).
Dans l'église Saint-Lubin du IXe siècle, l'on retrouve des pierres portant des inscriptions assurant que l'église a été bâtie à l'emplacement d'un temple romain dédié à Apollon, divinité des sources. Des vestiges de temples, une mosaïque, des aqueducs ainsi que divers objets de l'époque gallo-romaine ont été retrouvés dans la commune.
La cité fut fortifiée au VIIe siècle et possédait à cette époque des murs d'enceinte, des tours percées de meurtrières et de larges fossés.
Au IXe siècle, Suèvres fut envahie par les Normands et s'en trouva très meurtrie.

### Révolution française
Suèvres possédait trois paroisses : Saint-Christophe, Saint-Lubin, Saint-Martin. Par décret du 21 avril 1791, l'Assemblée nationale supprima les paroisses Saint-Lubin et Saint-Martin, et les rattacha à celle de Saint-Christophe.

### Seconde Guerre mondiale
Entre le 29 janvier 1939 et le 8 février, plus de 3 100 réfugiés espagnols fuyant l'effondrement de la république espagnole devant Franco, arrivent dans le Loir-et-Cher. Devant l'insuffisance des structures d'accueil (les haras de Selles-sur-Cher sont notamment utilisés), 47 villages sont mis à contribution, dont Suèvres. Les réfugiés, essentiellement des femmes et des enfants, sont soumis à une quarantaine stricte, vaccinés, le courrier est limité, le ravitaillement, s'il est peu varié et cuisiné à la française, est cependant assuré. Au printemps et à l'été, les réfugiés sont regroupés à Bois-Brûlé (commune de Boisseau).

### Fait divers
C'est au cimetière de Suèvres que repose « la petite martyre de l'A10 », retrouvée au bord de l'autoroute, dans la commune, le 11 août 1987 par des employés de Cofiroute. La sépulture, longtemps anonyme, est depuis régulièrement fleurie.
En juin 2018, après plus de 30 ans d'investigations, la victime est identifiée grâce à des recoupements d'ADN. Il s'agit d'Inass Touloub, née le 3 juillet 1983 à Casablanca.

## Politique et administration

### Découpage territorial

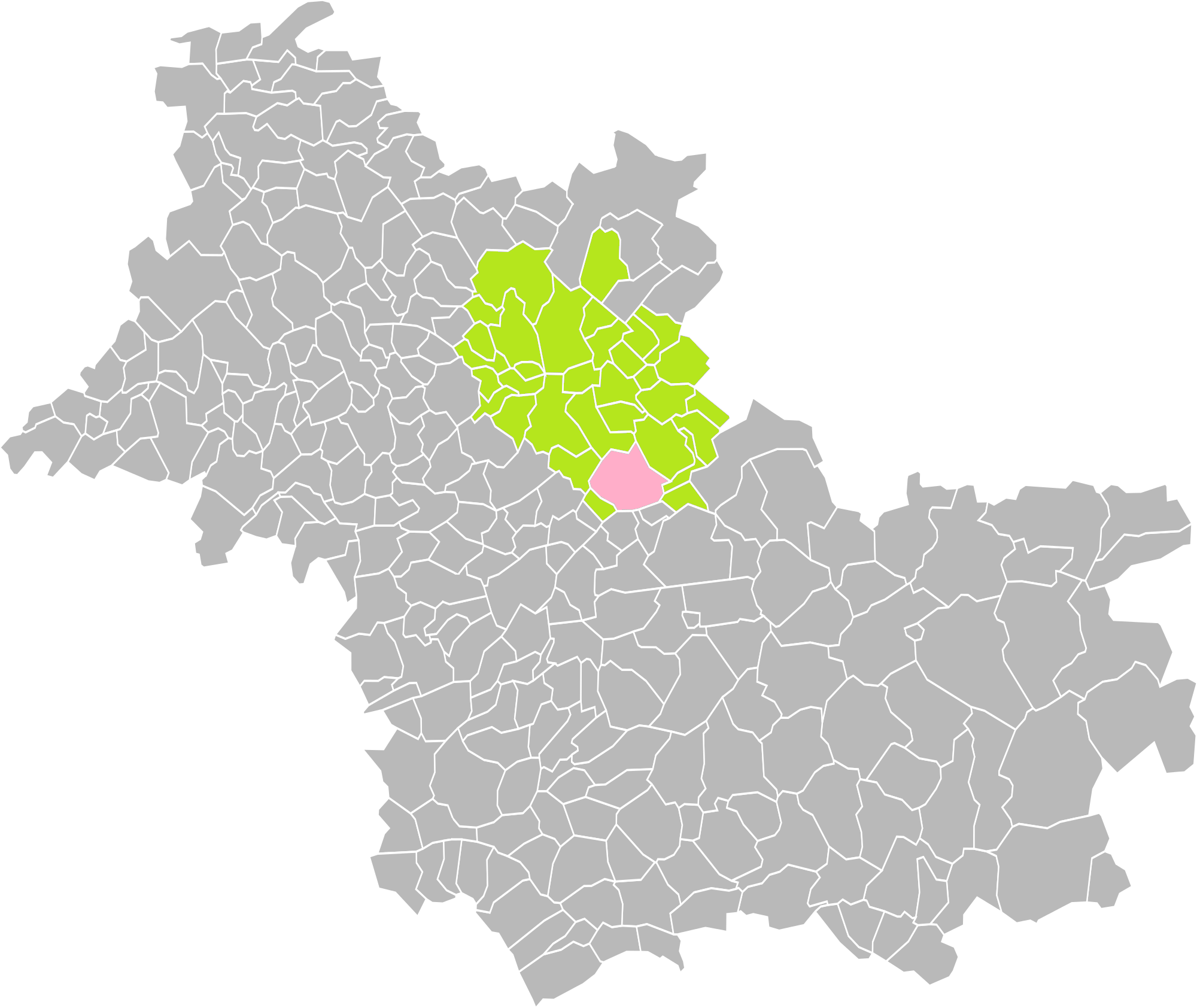
Suèvres dans l'intercommunalité en 2016.

La commune de Suèvres est membre de la communauté de communes Beauce Val de Loire, un établissement public de coopération intercommunale (EPCI) à fiscalité propre créé le 1er janvier 2016.
Elle est rattachée sur le plan administratif à l'arrondissement de Blois, au département de Loir-et-Cher et à la région Centre-Val de Loire, en tant que circonscriptions administratives. Sur le plan électoral, elle est rattachée au canton de la Beauce depuis 2015 pour l'élection des conseillers départementaux et à la troisième circonscription de Loir-et-Cher pour les élections législatives.

### Politique et administration municipale

#### Conseil municipal et maire
Le conseil municipal de Suèvres, commune de plus de 1 000 habitants, est élu au scrutin proportionnel plurinominal avec prime majoritaire. Compte tenu de la population communale, le nombre de sièges au conseil municipal est de 19. Le maire, à la fois agent de l'État et exécutif de la commune en tant que collectivité territoriale, est élu par le conseil municipal au scrutin secret lors de la première réunion du conseil suivant les élections municipales, pour un mandat de six ans, c'est-à-dire pour la durée du mandat du conseil.
| Période   | Période  | Identité           | Étiquette | Qualité                                        |
| --------- | -------- | ------------------ | --------- | ---------------------------------------------- |
| 1945      | 1975     | Emile Cosson       |           |                                                |
| 1975      | 1989     | Kléber Cousin      |           |                                                |
| 1989      | 1995     | Étienne Terrier    |           |                                                |
| 1995      | 2008     | Édith Rimbert      |           |                                                |
| 2008      | 2014     | Raphaël Pilleboue  |           |                                                |
| mars 2014 | mai 2020 | Philippe Lamoureux |           | Retraité de l'enseignement                     |
| mai 2020  | En cours | Frédéric Dejente,  | DVD       | Cadre administratif et commercial d'entreprise |

## Population et société

### Démographie

#### Évolution démographique
L'évolution du nombre d'habitants est connue à travers les recensements de la population effectués dans la commune depuis 1793. Pour les communes de moins de 10 000 habitants, une enquête de recensement portant sur toute la population est réalisée tous les cinq ans, les populations de référence des années intermédiaires étant quant à elles estimées par interpolation ou extrapolation. Pour la commune, le premier recensement exhaustif entrant dans le cadre du nouveau dispositif a été réalisé en 2005.

En 2022, la commune comptait 1 583 habitants, en évolution de −5,72 % par rapport à 2016 (Loir-et-Cher : −1,15 %, France hors Mayotte : +2,11 %).
| 1793  | 1800  | 1806  | 1821  | 1831  | 1836  | 1841  | 1846  | 1851  |
| ----- | ----- | ----- | ----- | ----- | ----- | ----- | ----- | ----- |
| 1 666 | 1 761 | 1 747 | 1 699 | 1 956 | 1 960 | 1 957 | 1 940 | 1 883 |

| 1856  | 1861  | 1866  | 1872  | 1876  | 1881  | 1886  | 1891  | 1896  |
| ----- | ----- | ----- | ----- | ----- | ----- | ----- | ----- | ----- |
| 1 916 | 1 919 | 1 991 | 1 952 | 1 956 | 1 960 | 2 067 | 1 995 | 1 726 |

| 1901  | 1906  | 1911  | 1921  | 1926  | 1931  | 1936  | 1946  | 1954  |
| ----- | ----- | ----- | ----- | ----- | ----- | ----- | ----- | ----- |
| 1 677 | 1 637 | 1 552 | 1 447 | 1 410 | 1 304 | 1 200 | 1 205 | 1 205 |

| 1962  | 1968  | 1975  | 1982  | 1990  | 1999  | 2005  | 2006  | 2010  |
| ----- | ----- | ----- | ----- | ----- | ----- | ----- | ----- | ----- |
| 1 234 | 1 244 | 1 147 | 1 307 | 1 360 | 1 371 | 1 450 | 1 439 | 1 498 |

| 2015  | 2020  | 2022  | - | - | - | - | - | - |
| ----- | ----- | ----- | - | - | - | - | - | - |
| 1 673 | 1 548 | 1 583 | - | - | - | - | - | - |

#### Pyramide des âges
La population de la commune est relativement jeune.
En 2018, le taux de personnes d'un âge inférieur à 30 ans s'élève à 32,8 %, soit au-dessus de la moyenne départementale (31,3 %). À l'inverse, le taux de personnes d'âge supérieur à 60 ans est de 28,3 % la même année, alors qu'il est de 31,6 % au niveau départemental.
En 2018, la commune comptait 829 hommes pour 812 femmes, soit un taux de 50,52 % d'hommes, légèrement supérieur au taux départemental (48,55 %).
Les pyramides des âges de la commune et du département s'établissent comme suit.
| Hommes | Classe d’âge | Femmes |
| ------ | ------------ | ------ |
| 1,2    | 90 ou +      | 1,0    |
| 6,0    | 75-89 ans    | 7,4    |
| 19,7   | 60-74 ans    | 21,3   |
| 22,1   | 45-59 ans    | 20,9   |
| 16,9   | 30-44 ans    | 17,9   |
| 16,4   | 15-29 ans    | 13,2   |
| 17,8   | 0-14 ans     | 18,3   |

| Hommes | Classe d’âge | Femmes |
| ------ | ------------ | ------ |
| 1,1    | 90 ou +      | 2,6    |
| 9,2    | 75-89 ans    | 11,9   |
| 19,7   | 60-74 ans    | 20,4   |
| 20,7   | 45-59 ans    | 20     |
| 16,5   | 30-44 ans    | 16,2   |
| 15,2   | 15-29 ans    | 13,2   |
| 17,6   | 0-14 ans     | 15,7   |

## Culture locale et patrimoine

### Lieux et monuments
- L'église Saint-Christophe de Suèvres, au centre du village, est un ensemble des XIIe, XIIIe et XVIe siècles. Elle possède une façade mérovingienne à l'ouest ainsi qu'un caquetoire du XVIe siècle.
- L'église privée Saint-Lubin de Suèvres est un ensemble de pur style roman du XIIe avec clocher à toit pyramidal. La façade sud date du XVIe siècle, de style gothique flamboyant. L'édifice est ouvert pendant les expositions de peintures. Elle abrite dans son jardin une pierre dite « druidique ».
- Quelques vestiges d'une église Saint-Martin.
- À proximité, le château de Diziers (propriété privée) et le moulin de Diziers.
- À proximité, le château de la Grenouillère, une maison bourgeoise du XVIIIe siècle (propriété privée ; terrain de camping).
- Château des Forges[61].
- Fortifications de Suèvres.

### Personnalités liées à la commune
- Jeanne Guyon, née à Montargis le 13 avril 1648, morte à Blois le 9 juin 1717, est une mystique française. Elle a vécu au château de Diziers. Elle est enterrée à Suèvres
- Eusèbe Gauvin (1852-1931), homme politique, maire de Mer, député de Loir-et-Cher de 1895 à 1906 puis sénateur de 1906 à 1931.
- Jean Desjoyeaux, résistant (1917-1944) ; son nom est donné à une rue et une école communale de Suèvres[62].
- Philippe Fénelon, né le 23 novembre 1952 à Suèvres, compositeur.

### Héraldique
|  | Les armoiries de Suèvres se blasonnent ainsi : De gueules aux trois fasces d'argent, aux trois fleurs de lys d'or brochant, au chef cousu d'azur chargé d'une roue de moulin de huit augettes aussi d'argent, adextrée d'un épi et senestrée d'une grappe de raisin, tous deux d'or. |